# 豊田文三郎
豊田 文三郎（豐田、とよだ ぶんざぶろう、1853年（嘉永6年7月）- 1896年（明治29年）8月7日）は、明治期の実業家、政治家。衆議院議員、大阪市会議長。

## 経歴
摂津国大坂高麗橋2丁目（大阪府東区、大阪市東区を経て現中央区高麗橋）で、糸商「越後屋」当主・豊田善右衛門の二男として生まれた。今泉芝軒、藤沢南岳に漢学を、名和大年、敷田年治に国書を教わった。
1876年（明治9年）有志と大阪演説会を設けて自由民権運動を進めた。1882年（明治15年）大阪府会議員に選出され、同常置委員も務めた。1889年（明治22年）大阪市の市制施行に伴い大阪市会議員に選出され、第2代市会議長も務めた。1890年（明治23年）7月、第1回衆議院議員総選挙（大阪府第2区）で当選し、1894年（明治27年）9月の第4回総選挙でも再選され、最後に議員倶楽部に所属して、衆議院議員に通算2期在任した。議員在任中の1896年8月に死去した。
また、愛珠幼稚園（現大阪市立愛珠幼稚園）の設置、私立大阪教育会、大阪私立衛生会などの設立にも尽力した。
実業界では、大阪電灯会社の創設に参画し取締役に就任した。

## 国政選挙歴
- 第1回衆議院議員総選挙（大阪府第2区、1890年7月、自由倶楽部）当選[6]
- 第2回衆議院議員総選挙（大阪府第2区、1892年2月、自由党）次点落選[6]
- 第3回衆議院議員総選挙（大阪府第2区、1894年3月、無所属）次点落選[6]
- 第4回衆議院議員総選挙（大阪府第2区、1894年9月、大手倶楽部）当選[7]